# Éducation juive

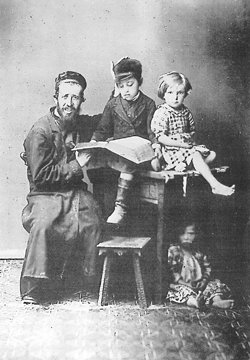
Un melamed (instituteur) dans la Podolie du XIXe siècle. La plupart des écoles primaires étaient fondées sur le modèle du heder, n'enseignant que des textes religieux dans une chambre de la maison du melamed.

L'éducation juive (hébreu : חינוך, Hinoukh, « éducation ») désigne initialement la transmission des rudiments, principes et lois religieuses du judaïsme. Au vu de l'accent mis sur l'étude de la Torah, beaucoup de commentateurs ont dit que le judaïsme est caractérisé par un apprentissage permanent qui commence dans l'enfance et continue à l'âge adulte.
Si ce modèle est demeuré relativement inchangé jusqu'à nos jours dans le monde haredi, il a été en revanche plus ou moins fortement adapté aux sensibilités des sociétés juives sécularisées, où une éducation moins formelle et davantage axée sur les aspects profanes du fait juif, comme l'histoire, la culture et l'identité juives, a pris une place, plus ou moins importante selon le niveau d'assimilation culturelle, par rapport à cet enseignement purement religieux.

## Éducation juive dans la Bible
Il n'existe pas de prescription parmi les 613 mitzvot énumérées dans la tradition rabbinique exprimant spécifiquement le devoir d'enseigner la Torah aux enfants, bien qu'il existe le commandement du Haqhel, une lecture publique de la Torah faite par le roi devant le peuple à l'issue de la Fête tous les sept ans.
Cependant, la Bible hébraïque insiste à plusieurs reprises sur l'importance de l'éducation, le devoir d'expliquer le pourquoi des rites aux descendants, de leur inculquer les paroles du Shema et d'en parler, de sorte que, les connaissant clairement, ils en arrivent à la conclusion qu'il doivent vivre en conformité avec ces rites et principes. Les références à l'éducation ou au précepteur abondent dans la littérature biblique tardive. Cependant, s'il ressort d'après la Bible que les Israélites étaient dans leur ensemble alphabétisés (encore que les données archéologiques ne permettent pas de conclure à une alphabétisation avant le VIIIe siècle av. J.-C.[réf. nécessaire]), rien n'indique de façon claire et univoque un enseignement doctrinal bien que le Livre des Macchabées (non inclus dans le canon biblique hébraïque), rédigé dans un contexte de lutte contre l'hellénisme, en comporte un. L'éducation, loin d'être systématisée, est assumée à titre individuel dans chaque foyer, en recommandant de le faire selon le style de l'enfant afin qu'il ne s'en détourne pas plus tard.
D'autre part, l'on trouve des cercles d'étude de la Torah autour des prophètes, mais ces cercles sont restreints à leurs disciples.
L'institution de la lecture et l'étude publique de la Torah est le fait d'Ezra. Si elle ne fonde pas la synagogue, où les hommes se réunissent dans un lieu de culte local pour la lire, cette initiative est cependant responsable de l'association qui sera faite entre la synagogue et l'instruction qui apparaît dans les écrits de Philon d'Alexandrie.

## Éducation juive dans la littérature rabbinique
Le fondateur du système d'éducation élémentaire fut Simon ben Shetah. Bien que l'école ne fût pas en rapport immédiat avec la synagogue, les cours étaient dispensés dans un local du lieu de culte ou dans la maison de l'enseignant. Celui-ci avait pour titre selon son rang «hakham (sage) », « sofer (scribe) », «hazzan. » Entre 63 et 65 E.C., Josué ben Gamla réforma l'enseignement en imposant à toutes les communautés indifféremment de leur taille l'instruction publique de leurs enfants. Selon la coutume orientale, les élèves étaient assis sur le sol en demi-cercle autour de l'instituteur, qui siégeait sur une plateforme surélevée. Le salaire de l'enseignant n'était pas mentionné, mais constituait en une compensation pour la perte de temps, car la plupart des maîtres exerçaient un métier outre l'enseignement de la Loi, selon le dicton de Rabbi Tzadok : Ne te fais pas de l'enseignement une couronne pour briller ni une pelle pour creuser. Les filles apprenaient elles aussi qu'il faut craindre Dieu et garder ses préceptes.
Après la destruction de Jérusalem, le centre de culture juive fut transféré à Yavné, où Yohanan ben Zakkaï établit une académie avec le consentement des Romains. Son exemple fut imité à Lydda, en Césarée et ailleurs, ce qui permit la sauvegarde de la Loi, bien que le Temple n'ait pu être sauvé. Les élèves furent nombreux dans ces centres, où l'instruction était orale. Un verset y était étudié par jour, et le texte était expliqué en référence au quotidien. Les maîtres veillaient toutefois à ne pas diverger des enseignements établis par les générations précédentes.

### Sources
- Article Pedagogics de la Jewish Encyclopedia
- The World of the Jewish Youth Movement by Daniel Rose - on movements and informal education

 Cet article contient des extraits de la Jewish Encyclopedia de 1901–1906 dont le contenu se trouve dans le domaine public.